# Seznam tunizijskih politikov
Seznam tunizijskih politikov.

## A
- Zine al-Abidine Ben Ali (1936-2019)
- Muhammad (VIII) al-Amin (Mohamed Lamine Pacha)

## B
- Mohamed al-Baji Qaid as-Sabsi (1926-2019)
- Hédi Baccouche
- Tahar Ben Ammar
- Lotfi Ben Jeddou
- Najla Bouden Romdhane (f)
- Habib Bourguiba (1903-2000) Habib bin Ali Abu Ruqayba

## C
- Youssef Chahed
- Habib Chatty

## D
- Mustapha Dinguizli
- Youssef  Djaït
- Mhamed Djellouli
- Taieb Djellouli

## E
- Beji Caid Essebsi
- Habib Essid

## G
- Rashid al-Ghannushi (Rached Ghannouchi / Rašid Ganuši)

## H
- Ahmed Hachani

## J
- Hamadi Jebali
- Mehdi Jomaa

## K
- Mustapha Kaak
- Hamed Karoui

## L
- Ali Laarayedh
- Bahi Ladgham

## M
- Kamel Maddouri
- Fouad Mebazaa
- Asmaa Mahfouz
- Moncef Marzouki
- Hichem Mechichi
- Mahmud Messadi (1911-2004) (pisatelj)
- Kamel Morjane
- Mohamed Salah Mzali
- Mohamed al-Munsif bin Mohamed

## N
- Mohamed al-Nasser (Mohamed Ennaceur)
- Hédi Nouira

## R
- Najla Bouden Romdhane  (ž)

## S
- Qais Said (Kaïs Saïed = Kaïs Moncef  Mohamed Saïed)
- Rachid Sfar
- Mongi Slim

## Z
- Sara Zaafarani Zenzari (ž)